# Basiceros disciger
Basiceros disciger är en myrart som först beskrevs av Mayr 1887.  Basiceros disciger ingår i släktet Basiceros och familjen myror. Inga underarter finns listade.

## Bildgalleri

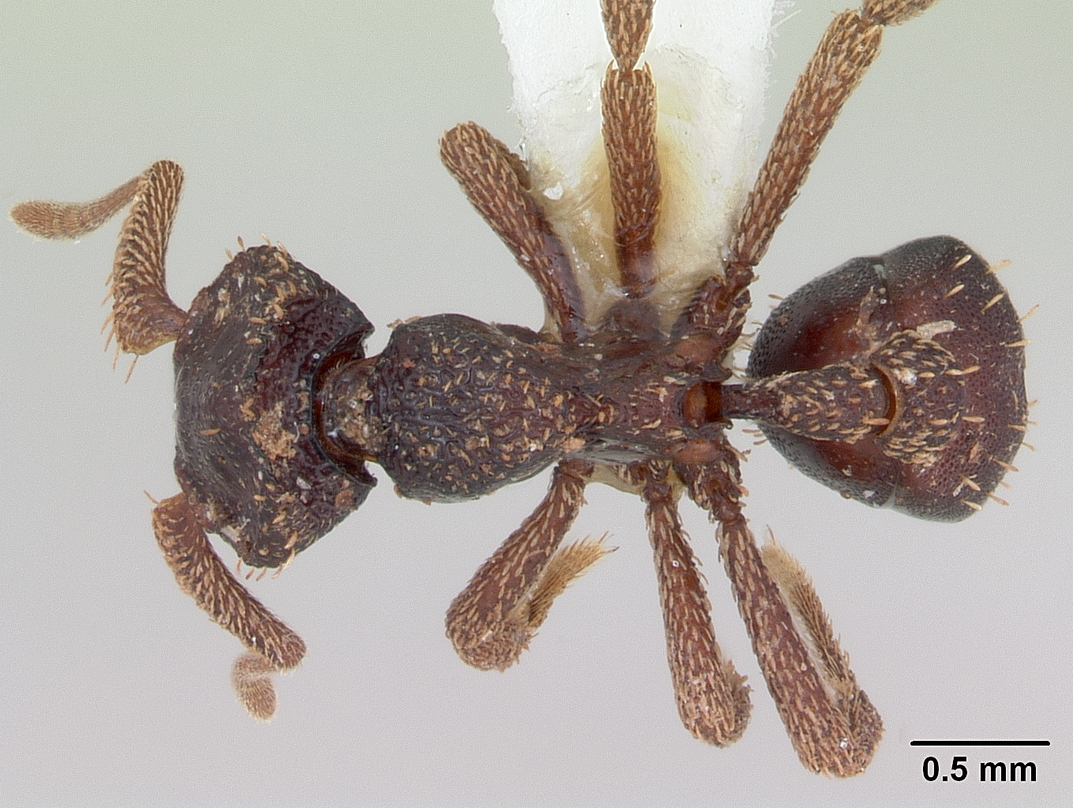
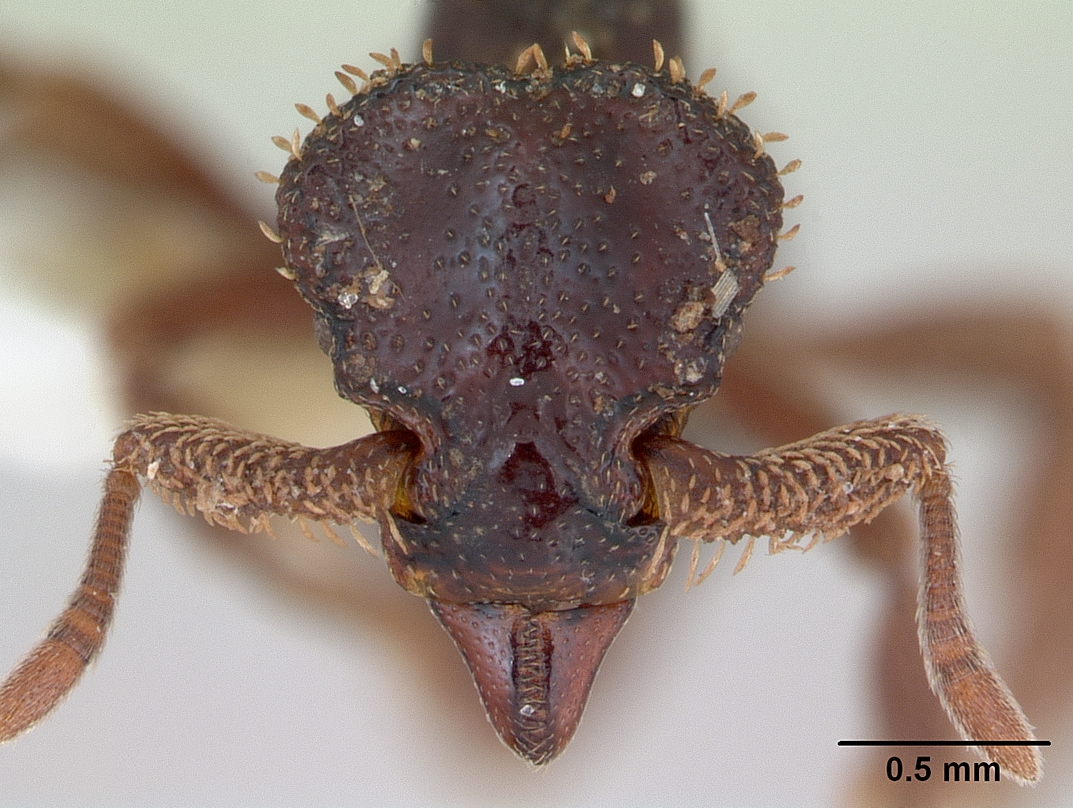
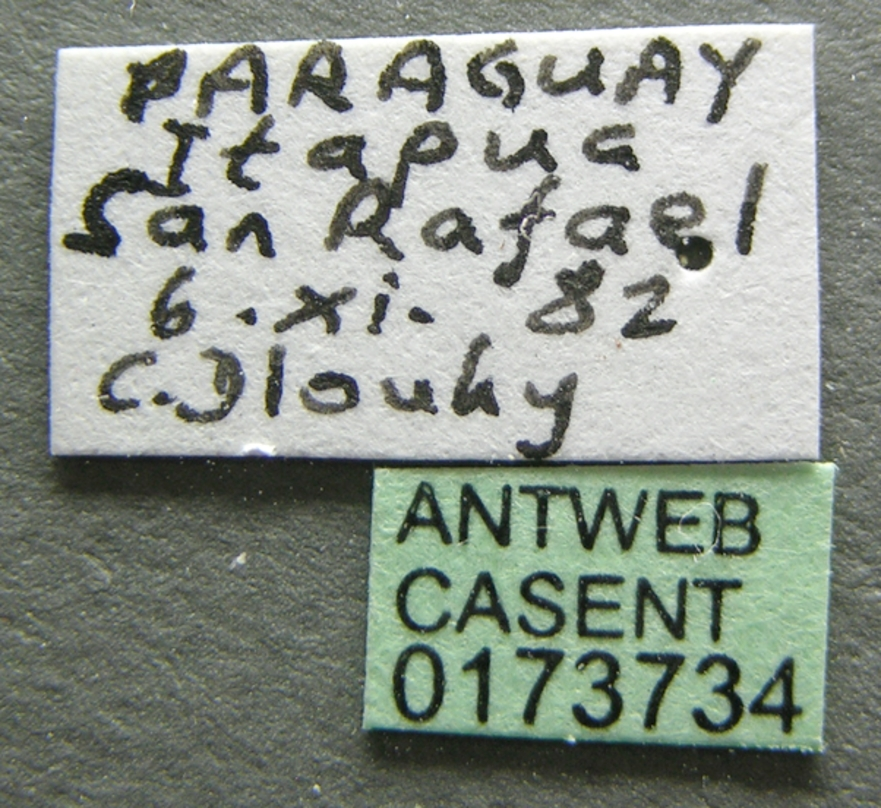
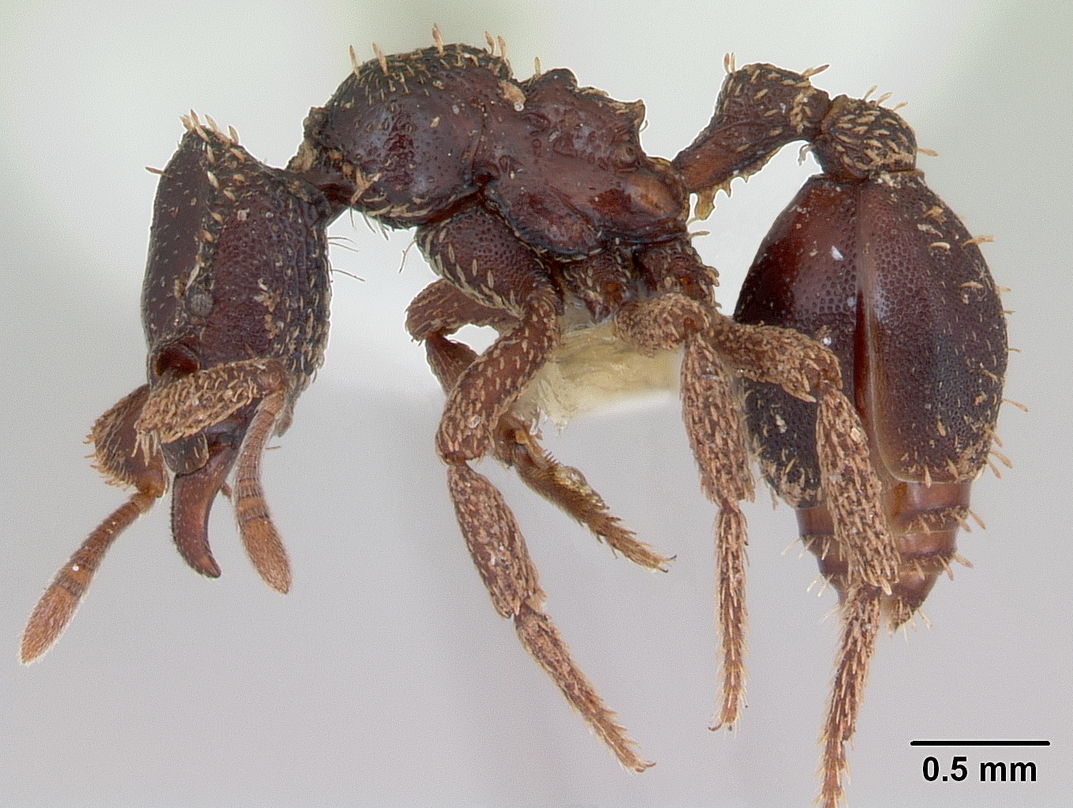
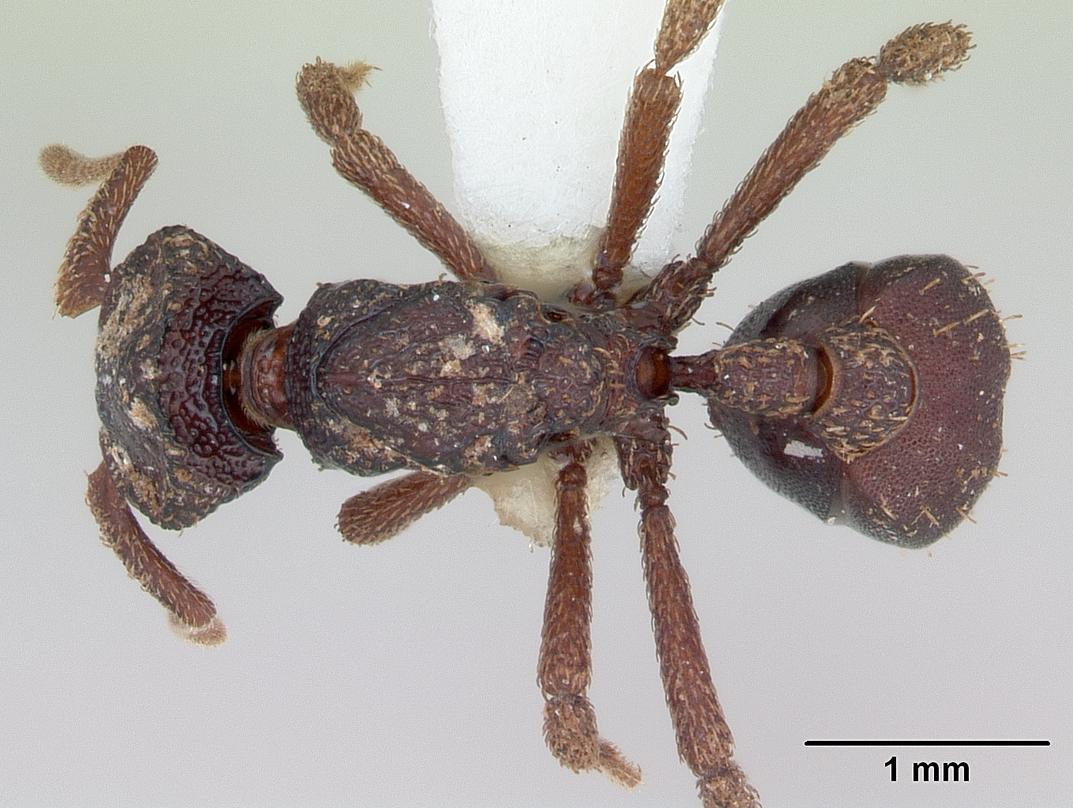
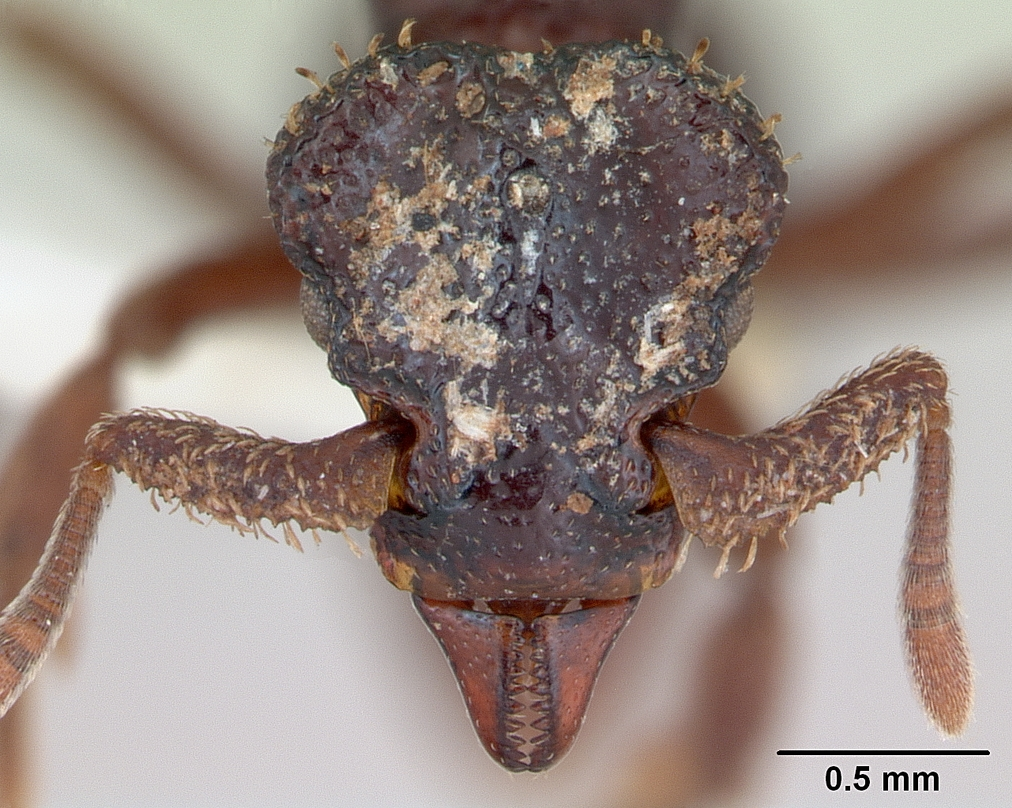